# Elymus confusus
Elymus confusus là một loài thực vật có hoa trong họ Hòa thảo. Loài này được (Roshev.) Tzvelev mô tả khoa học đầu tiên năm 1968.